# Misticisme
|  | «Místic» redirigeix aquí. Vegeu-ne altres significats a «Místic (Imperi Romà d'Orient)». |

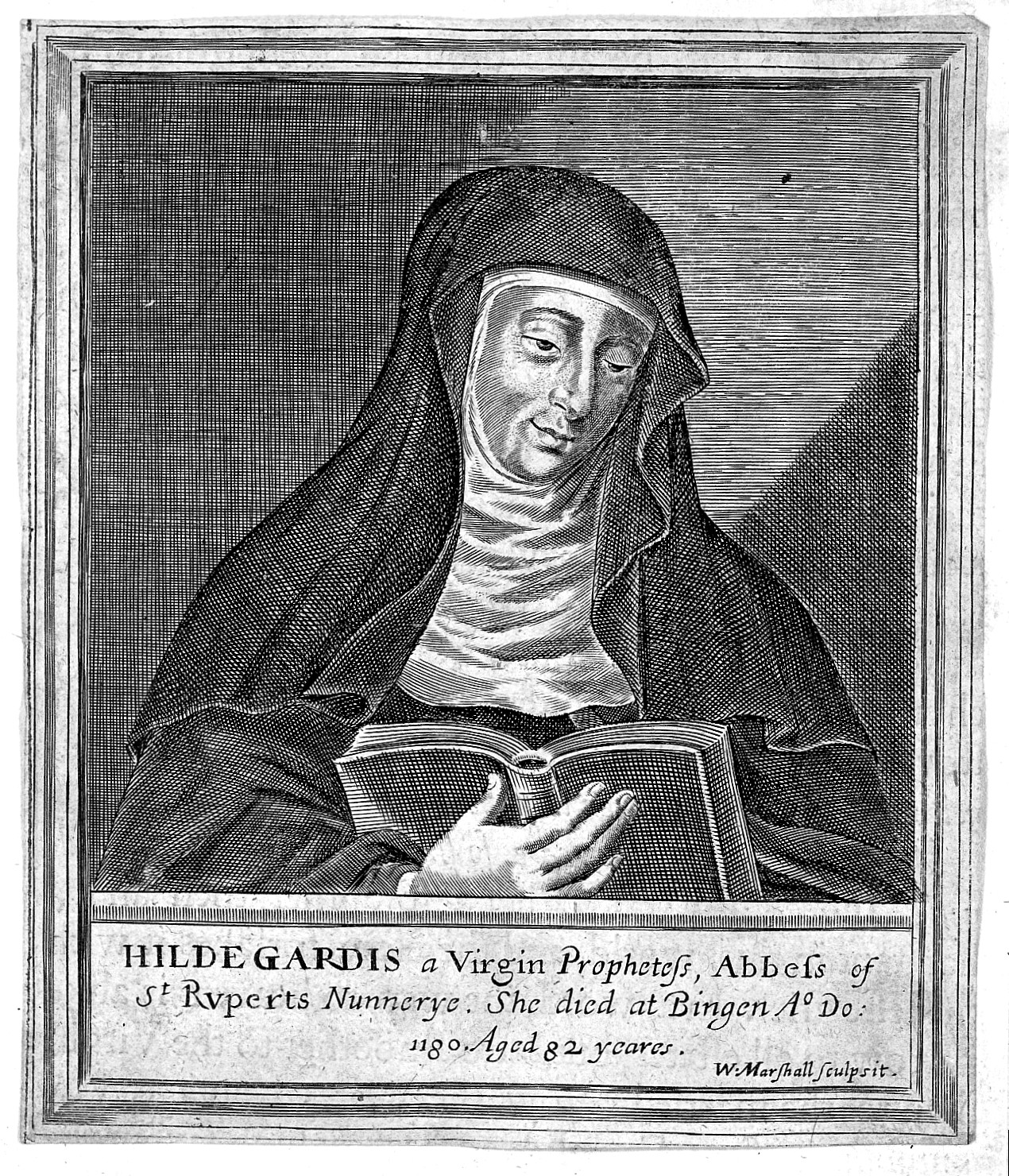
Retrat d'Hildegarda de Bingen, mística cristiana (gravat de William Marshall, 1642).

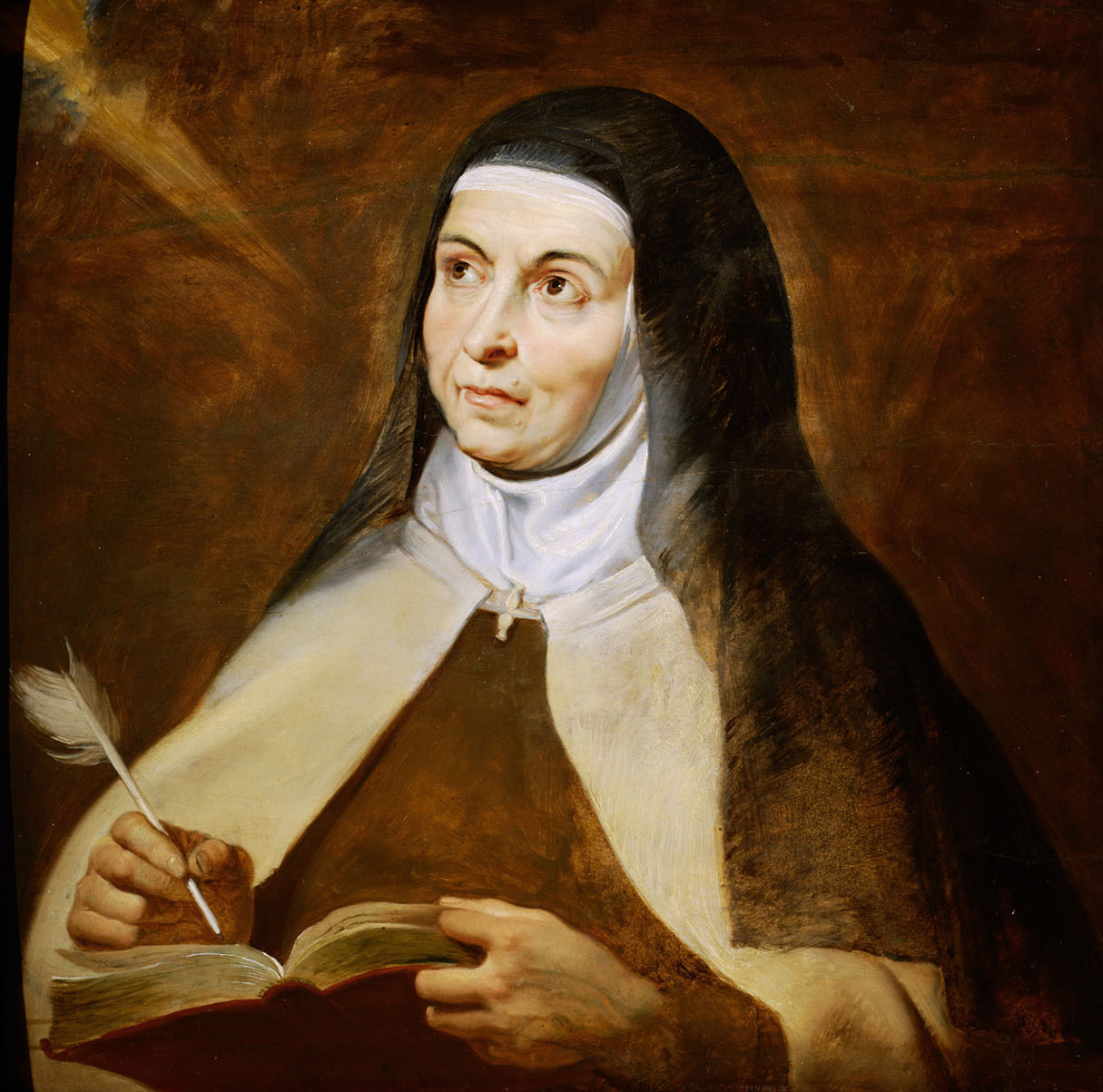
Teresa de Jesús, una de les majors exponents del misticisme al cristianisme. Pintura a l'oli de Peter Paul Rubens, c.1615.

El misticisme és la sensació que prové del convenciment que s'ha establert una unió directa entre la persona i Déu dins la via ascètica o procediment de la mística. També es refereix a la creença que es pot arribar a la intuïció o visió interior d'una veritat espiritual o realitat última. Les unions possibles amb la divinitat en religions politeistes adquireixen tons místics més lligats amb la natura i els seus cicles naturals. En el cristianisme els camins de la mística poden ser diversos tal com diu l'Evangeli «Aquí i ara, tal com mesureu sereu mesurats» (Mt 7,2). La divinitat es mostra, generalment molt a poc a poc, enmig de sofriment i goig administrats amb saviesa. Però també es pot presentar de forma sobtada essent l'èxtasi l'expressió concedida.

## Etimologia
«Misticisme» deriva del grec μύω, que significa jo oculta, i el seu derivat μυστικός, mystikos, que significa 'un iniciat'. El verb μύω ha rebut un significat força diferent en la llengua grega, on encara s'utilitza. Els significats principals que té són induir i iniciar. Els significats secundaris inclouen introduir, fer que algú sigui conscient d'alguna cosa, entrenar, familiaritzar, donar la primera experiència d'alguna cosa.
Segons el lèxic grec de Thayer, el terme μυστήριον En grec clàssic, significava una cosa oculta o secret. Un significat particular que va prendre a l'antiguitat clàssica va ser el d'un secret religiós o secrets religiosos, confiats només als iniciats i que no havien de ser comunicats per ells als mortals ordinaris. A la Septuaginta i al Nou Testament, el significat que va prendre va ser el d'un propòsit o consell ocult, una voluntat secreta. De vegades s'utilitza per a les voluntats ocultes dels humans, però s'utilitza més sovint per a la voluntat oculta de Déu. En altres llocs de la Bíblia pren el significat del sentit místic o ocult de les coses. S'utilitza per als secrets que hi ha darrere de dites, noms o imatges vistes en visions i somnis. La Vulgata sovint tradueix el terme grec al llatí sacramentum (sagrament).
El substantiu relacionat μύστης (mustis o mystis, singular) significa l'iniciat, la persona iniciada als misteris. Segons Ana Jiménez San Cristóbal en el seu estudi sobre els misteris grecoromans i l'orfisme, la forma singular μύστης i la forma plural μύσται s'utilitzen en textos grecs antics per referir-se a la persona o persones iniciades en misteris religiosos. Aquests seguidors de religions mistériques pertanyien a un grup selecte, on l'accés només s'obtenia mitjançant una iniciació. Va descobrir que els termes estaven associats amb el terme βάκχος (Bacus), que s'utilitzava per a una classe especial d'iniciats dels misteris òrfics. Els termes es troben connectats per primera vegada als escrits d’Heraclit. Aquests iniciats s'identifiquen en textos amb les persones que han estat purificades i han realitzat certs rituals. Un passatge dels cretencs d’Eurípides sembla explicar que el μύστης (iniciat) que es dedica a una vida ascètica, renuncia a les activitats sexuals i evita el contacte amb els morts es coneix com a βάκχος Aquests iniciats eren creients en el déu Dionís Bacus que prenien el nom del seu déu i buscaven una identificació amb la seva divinitat.
Fins al segle VI, la pràctica del que ara s'anomena misticisme es referia amb el terme contemplatio, cq theoria. Segons Johnston, «tant la contemplació com el misticisme parlen de l'ull de l'amor que mira, contempla, és conscient de les realitats divines».

## Definicions
Segons Peter Moore, el terme «misticisme» és «problemàtic però indispensable». És un terme genèric que uneix en un sol concepte pràctiques i idees separades que es van desenvolupar per separat. Segons Dupré, el «misticisme» s'ha definit de moltes maneres, i Merkur assenyala que la definició o el significat del terme «misticisme» ha canviat al llarg dels segles. Moore assenyala a més que el terme «misticisme» s'ha convertit en una etiqueta popular per a «qualsevol cosa nebulosa, esotèrica, oculta o sobrenatural».
Parsons adverteix que «el que de vegades pot semblar un fenomen senzill que exhibeix una característica comuna inequívoca s'ha tornat, almenys dins de l'estudi acadèmic de la religió, opac i controvertit a múltiples nivells». A causa dels seus matisos cristians i la manca de termes similars en altres cultures, alguns estudiosos consideren que el terme «misticisme» és inadequat com a terme descriptiu útil. Altres estudiosos consideren que el terme és una fabricació inautèntica, el «producte de l'universalisme postil·lustrat».
Richard Jones assenyala que «pocs místics clàssics es refereixen a les seves experiències com la unió de dues realitats: no hi ha una 'fusió' o 'absorció' literal d'una realitat en una altra que doni com a resultat una sola entitat». Explica el misticisme fent referència a la manera d'accés d'un mateix per tal d'incloure tant la unió del místic amb alguna realitat transcendent com la revelació no sensorial d'aquesta realitat. L'experiència mística es pot definir pel suposat accés del místic a «realitats o estats de coses que són d'un tipus no accessible mitjançant la percepció sensorial ordinària estructurada per concepcions mentals, modalitats somatosensorials o introspecció estàndard». Si aquesta experiència és verídica o no, encara no està decidit.

### Unió i experiència mística
Derivat del neoplatonisme i l'henosi, el misticisme es coneix popularment com a unió amb Déu o l'Absolut. Al segle XIII, el terme unio mystica va començar a utilitzar-se per referir-se al matrimoni espiritual, l'èxtasi o rapture, que s'experimentava quan l'oració s'utilitzava per contemplar tant l'omnipresència de Déu al món com Déu en la seva essència. Al segle xix, sota la influència del romanticisme, aquesta unió es va interpretar com una experiència religiosa, que proporciona certesa sobre Déu o una realitat transcendental. El «camí de la veritat» de Parmènides també es pot traduir com a «camí de la convicció». Parmènides (fl. finals del segle VI o principis del segle V aC), en el seu poema «Sobre la natura», explica una revelació sobre dues vies d'investigació. «El camí de la convicció» explora l'Ésser, la veritable realitat («el que és»), que és «Allò que no és generat i immortal, / sencer i uniforme, i quiet i perfecte». El camí de l'opinió és el món de les aparences, en què les facultats sensorials condueixen a concepcions falses i enganyoses. La traducció de Cook camí de convicció és traduïda per altres traductors com a camí de veritat.
Un influent defensor d'aquesta comprensió va ser William James (1842–1910), que va afirmar que en els estats místics ens convertim en un amb l'Absolut i prenem consciència de la nostra unitat. William James va popularitzar aquest ús del terme experiència religiosa El terme «experiència mística» s'ha convertit en sinònim dels termes «experiència religiosa», experiència espiritual i experiència sagrada. a la seva obra The Varieties of Religious Experience, contribuint a la interpretació del misticisme com una experiència distintiva, comparable a les experiències sensorials. Les experiències religioses pertanyien a la religió personal, que considerava més fonamental que la teologia o l'eclesiàsticisme. Va donar una interpretació perennialista de l'experiència religiosa, afirmant que aquest tipus d'experiència és en última instància uniforme en diverses tradicions.
| « | Aquesta és la tradició mística eterna i triomfant, gairebé no alterada per diferències de clima o credo. En l'hinduisme, en el neoplatonisme, en el sufisme, en el misticisme cristià, en el whitmanisme, trobem la mateixa nota recurrent, de manera que hi ha sobre les expressions místiques una unanimitat eterna que hauria de fer que un crític s'aturi i pensi, i que fa que els clàssics místics no tinguin, com s'ha dit, ni aniversari ni pàtria.William James. | » |

McGinn assenyala que el terme unio mystica, tot i que té orígens cristians, és principalment una expressió moderna. McGinn argumenta que presència és més precís que unió, ja que no tots els místics parlaven d'unió amb Déu, i com que moltes visions i miracles no estaven necessàriament relacionats amb la unió. També argumenta que hauríem de parlar de consciència de la presència de Déu, en lloc d'experiència, ja que l'activitat mística no es tracta simplement de la sensació de Déu com a objecte extern, sinó més àmpliament de noves maneres de conèixer i estimar basades en estats de consciència en què Déu es fa present en els nostres actes interiors.
Tanmateix, la idea d'unió no funciona en tots els contextos. Per exemple, a l'Advaita Vedanta, només hi ha una realitat (Brahman) i, per tant, res més que la realitat que s'hi uneix: el Brahman en cada persona (atman) sempre ha estat idèntic al Brahman des del principi. Dan Merkur també assenyala que la unió amb Déu o l'Absolut és una definició massa limitada, ja que també hi ha tradicions que no apunten a un sentit d'unitat, sinó de no-res, com el Pseudo-Dionís l'Areopagita i el Mestre Eckhart. Segons Merkur, la Càbala i el budisme també emfatitzen el no-res. Blakemore i Jennett assenyalen que «les definicions de misticisme [...] sovint són imprecises». A més, assenyalen que aquest tipus d'interpretació i definició és un desenvolupament recent que s'ha convertit en la definició i la comprensió estàndard.
Blakemore i Jennett:
| « | El misticisme es defineix sovint com una experiència de comunió directa amb Déu, o unió amb l'Absolut, però les definicions de misticisme (un terme relativament modern) sovint són imprecises i normalment es basen en els pressupòsits de l'estudi modern del misticisme, és a dir, que les experiències místiques impliquen un conjunt d'estats psicològics intensos i generalment individuals i privats [...] A més, el misticisme és un fenomen que es diu que es troba en totes les principals tradicions religioses. | » |

Blakemore i Jennett afegeixen: 
| « | La suposició comuna que totes les experiències místiques, sigui quin sigui el seu context, són iguals no es pot demostrar, és clar. També afirmen: "Alguns han posat un èmfasi particular en certs estats alterats, com ara visions, trànsits, levitacions, locucions, raptures i èxtasis, molts dels quals són estats corporals alterats. Les llàgrimes de Margery Kempe i els èxtasis de Teresa d'Àvila són exemples famosos d'aquests fenòmens místics. Però molts místics han insistit que, si bé aquestes experiències poden formar part de l'estat místic, no són l'essència de l'experiència mística, i alguns, com Orígenes, Meister Eckhart i Joan de la Creu, han estat hostils a aquests fenòmens psicofísics. Més aviat, l'essència de l'experiència mística és la trobada entre Déu i l'ésser humà, el Creador i la criatura; aquesta és una unió que porta l'ésser humà a una 'absorció' o pèrdua de la personalitat individual. És un moviment del cor, ja que l'individu busca lliurar-se a la Realitat última; es tracta, doncs, de ser més que de conèixer. Per a alguns místics, com Teresa d'Àvila, fenòmens com ara visions, locucions, raptures, etc. són..." subproductes o accessoris de l'experiència mística completa, que l'ànima potser encara no és prou forta per rebre. Per tant, es veu que aquests estats alterats es produeixen en aquells que es troben en una etapa inicial de la seva vida espiritual, tot i que en última instància només ho faran aquells que estan cridats a aconseguir la plena unió amb Déu. | » |

Segons Gellman, «una experiència unitiva implica una desèmfasi, una difuminació o una eradicació fenomenològica de la multiplicitat, on es considera que la importància cognitiva de l'experiència rau precisament en aquesta característica fenomenològica». Gellman diu: «Exemples d'això són les experiències de la unitat de tota la natura, la unió amb Déu, com en el misticisme cristià (vegeu la secció 2.2.1), l'experiència hindú que Atman és Brahman (que el jo/ànima és idèntic a l'ésser etern i absolut), l'experiència budista no construïda i les experiències monístiques, desproveïdes de tota multiplicitat.»
Compareu Plotí, que va argumentar que L'U és radicalment simple i ni tan sols té autoconeixement, ja que l'autoconeixement implicaria multiplicitat. No obstant això, Plotí insta a una recerca de l'Absolut, girant-se cap a dins i prenent consciència de la presència de l'intel·lecte a l'ànima humana, iniciant un ascens de l'ànima mitjançant l'abstracció o emportar-se, culminant en un  aparició sobtada de l'Únic.

### Procés i context explicatiu
El misticisme implica un context explicatiu, que proporciona significat a les experiències místiques i visionàries, i a les experiències relacionades com els trànsits. Segons Dan Merkur, el misticisme es pot relacionar amb qualsevol tipus d'èxtasi o estat alterat de consciència, i les idees i explicacions relacionades amb ells.  Parsons emfatitza la importància de distingir entre experiències temporals i misticisme com a procés, que s'encarna dins d'una matriu religiosa de textos i pràctiques. Parsons diu: 
| « | L'experiència episòdica i el misticisme com un procés que, tot i que segurament està interromput per moments de trobades visionàries, unitàries i transformadores, és en última instància inseparable de la seva relació encarnada amb una matriu religiosa total: litúrgia, escriptura, culte, virtuts, teologia, rituals, pràctica i arts. | » |

 Richard Jones fa el mateix. Peter Moore assenyala que l'experiència mística també pot tenir lloc de manera espontània i natural, a persones que no estan compromeses amb cap tradició religiosa. Aquestes experiències no s'interpreten necessàriament en un marc religiós. Ann Taves pregunta mitjançant quins processos les experiències es separen i es consideren religioses o místiques.

### Perspicàcia intuïtiva i il·luminació
Alguns autors emfatitzen que l'experiència mística implica una comprensió intuïtiva del significat de l'existència i de les veritats ocultes, i la resolució dels problemes de la vida. Diu Larson: 
| « | Una experiència mística és una comprensió i realització intuïtives del significat de l'existència –una comprensió i realització intuïtives que és intensa, integradora, autoautenticadora, alliberadora– és a dir, que proporciona una sensació d'alliberament de l'autoconsciència ordinària– i posteriorment determinant –és a dir, un criteri primari– per interpretar totes les altres experiències, ja siguin cognitives, conatives o afectives. | » |

 Segons McClenon, el misticisme és 
| « | La doctrina que els estats o esdeveniments mentals especials permeten una comprensió de les veritats últimes. Tot i que és difícil diferenciar quines formes d'experiència permeten aquestes comprensions, els episodis mentals que donen suport a la creença en "altres tipus de realitat" sovint s'etiqueten com a místics [...] El misticisme tendeix a referir-se a experiències que donen suport a la creença en una unitat còsmica en lloc de l'advocació d'una ideologia religiosa particular. | » |

 Segons James R. Horne: 
| « | La il·luminació mística s'interpreta com una experiència visionària central en un procés psicològic i conductual que resulta en la resolució d'un problema personal o religiós. Aquesta interpretació factual i minimalista descriu el misticisme com una forma extrema i intensa del procés de recerca de coneixement que implica activitats com ara la resolució de problemes teòrics o el desenvolupament de nous invents. | » |

Segons Evelyn Underhill, il·luminació és un terme genèric anglès per al fenomen del misticisme. El terme il·luminació deriva del llatí illuminatio, aplicat a l'oració cristiana del segle xv. Termes asiàtics comparables són bodhi, kenshō i satori en el budisme, traduït habitualment com a il·luminació i vipassana, que tots apunten a processos cognitius d'intuïció i comprensió.

### Vida espiritual i reforma
Altres autors assenyalen que el misticisme implica més que l'experiència mística. Segons Gellman, 

Normalment, els místics, teistes o no, veuen la seva experiència mística com a part d'una empresa més àmplia destinada a la transformació humana (vegeu, per exemple, Teresa d'Àvila, Vida, capítol 19) i no com el final dels seus esforços. Així, en general, el misticisme es podria considerar millor com una constel·lació de pràctiques, discursos, textos, institucions, tradicions i experiències distintives destinades a la transformació humana, definides de diverses maneres en diferents tradicions. 

Segons Evelyn Underhill, 
| « | Una de les paraules més abusades de la llengua anglesa, ha estat utilitzada en sentits diferents i sovint mútuament excloents per la religió, la poesia i la filosofia: ha estat reclamada com a excusa per a tot tipus d'ocultisme, per a un transcendentalisme diluït, un simbolisme insípid, un sentimentalisme religiós o estètic i una mala metafísica. D'altra banda, ha estat emprada lliurement com a terme de menyspreu per aquells que han criticat aquestes coses. És d'esperar que tard o d'hora es pugui restaurar al seu antic significat, com a ciència o art de la vida espiritual. | » |

Segons Waaijman, el significat tradicional d'espiritualitat és un procés de reformació que «pretén recuperar la forma original de l'home, la imatge de Déu. Per aconseguir-ho, la reformació s'orienta cap a un motlle que representa la forma original: en el judaisme la Torà, en el cristianisme Crist, en el budisme, en l'islam Mahoma». Waaijman utilitza la paraula omvorming, canviar la forma. Són possibles diferents traduccions: transformació, reformació, transmutació. Waaijman assenyala que espiritualitat és només un terme d'una sèrie de paraules que denoten la praxi de l'espiritualitat. Altres termes són hasidisme, contemplació, càbala, ascetisme, misticisme, perfecció, devoció i pietat. Segons McGinn, la transformació personal és el criteri essencial per determinar l'autenticitat del misticisme cristià.
| « | És per això que l'única prova que el cristianisme ha conegut per determinar l'autenticitat d'un místic i el seu missatge ha estat la de la transformació personal, tant per part del místic com —especialment— per part d'aquells a qui el místic ha afectat. | » |

## Història del terme

### Món hel·lenístic
En el món hel·lenístic, «místic» es referia a rituals religiosos «secrets» com els Misteris d'Eleusis. L'ús de la paraula no feia cap referència directa al transcendental. Un «mystikos» era un iniciat d'una religió mistèrica.

### Cristianisme primitiu
En el cristianisme primitiu, el terme mystikos es referia a tres dimensions, que aviat es van entrellaçar, és a dir, la bíblica, la litúrgica i l'espiritual o contemplativa. La dimensió bíblica es refereix a les interpretacions ocultes o al·legòriques de les Escriptures. La dimensió litúrgica es refereix al misteri litúrgic de l'Eucaristia, la presència de Crist a l'Eucaristia. La tercera dimensió és el coneixement contemplatiu o experiencial de Déu.
Fins al segle VI, el terme grec theoria, que significa contemplació en llatí, s'utilitzava per a la interpretació mística de la Bíblia  i la visió de Déu. El vincle entre el misticisme i la visió del Diví va ser introduït pels primers Pares de l'Església, que utilitzaven el terme com a adjectiu, com en la teologia mística i la contemplació mística.
La theoria va permetre als Pares percebre profunditats de significat en els escrits bíblics que escapen a un enfocament purament científic o empíric de la interpretació. Els Pares Antioquens, en particular, van veure en cada passatge de les Escriptures un doble significat, tant literal com espiritual.
Més tard, la theoria o contemplació es va distingir de la vida intel·lectual, cosa que va conduir a la identificació de la θεωρία o contemplatio amb una forma de pregària distingida de la meditació discursiva tant a Orient com a Occident.

### Significat medieval
Aquest triple significat de místic va continuar a l’Edat Mitjana. Segons Dan Merkur, el terme unio mystica va començar a utilitzar-se al segle XIII com a sinònim del matrimoni espiritual, l'èxtasi o rapture, que s'experimentava quan l'oració s'utilitzava per contemplar tant l'omnipresència de Déu al món com Déu en la seva essència. El misticisme també es va manifestar en diverses sectes de l'època, com ara els valdesos.

#### Teologia apofàtica
Sota la influència del Pseudo-Dionís l'Areopagita, el terme teologia mística va passar a denotar la investigació de la veritat al·legòrica de la Bíblia, i la consciència espiritual de l'Absolut inefable més enllà de la teologia dels noms divins. La teologia apofàtica del Pseudo-Dionís, o teologia negativa, va exercir una gran influència en la religiositat monàstica medieval, tot i que era majoritàriament una religiositat masculina, ja que les dones no tenien permís per estudiar. Va ser influenciada pel neoplatonisme i molt influent en la teologia cristiana ortodoxa oriental. En el cristianisme occidental va ser un contracorrent a la teologia catafàtica o teologia positiva predominant.

### Renaixement
Al segle xv, el destacat teòleg Jean Gerson va escriure diversos llibres sobre teologia mística, que era qualsevol teologia (o coneixement diví-humà) que es produïa en l'àmbit afectiu (relacionat amb la voluntat, incloses les emocions) en lloc de l'intel·lectiu. Aquest tipus de misticisme era una categoria general que incloïa el coneixement positiu de Déu obtingut, per exemple, a través d'una activitat penitent pràctica (per exemple, com a part de la participació sacramental), en lloc de tractar-se d'èxtasi religiós esotèric/transcendent passiu: era un antídot contra la hipercuriositat autoengrandejadora de l'escolàstica i era assolible fins i tot per persones senzilles i sense educació. El resultat del misticisme afectiu pot ser veure la bondat o l'amor de Déu en lloc de, per exemple, la seva alteritat radical.
La teologia de Caterina de Siena va ser analitzada en termes de teologia mística pel baró Friedrich von Hügel a L'element místic de la religió estudiat a Santa Caterina de Gènova i els seus amics (1908). Von Hügel va proposar tres elements de l'experiència religiosa: l'institucional/històric, l'intel·lectual/especulatiu i el místic/experiencial.
Per a Erasme, el misticisme subsistia en la contemplació dels profunds secrets continguts a la Bíblia, en particular la sorprenent personalitat de Crist.

### Significat de l'època moderna

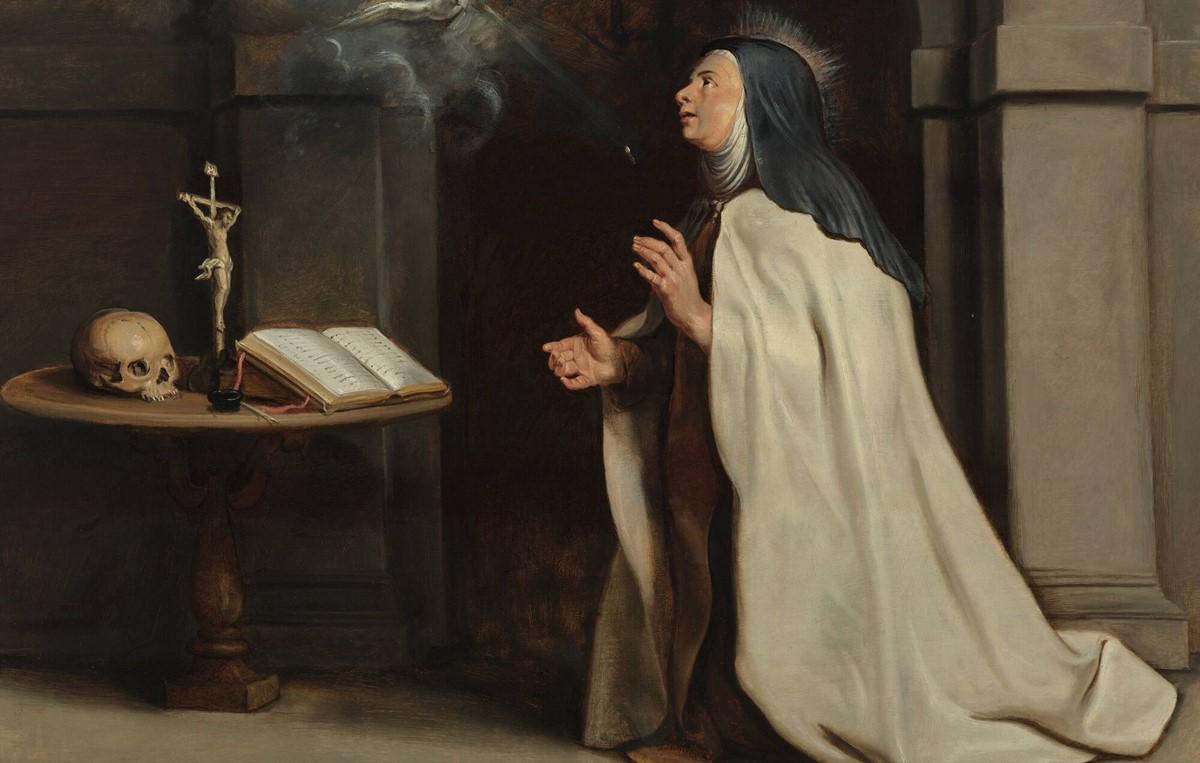
L'aparició de l'Esperit Sant davant de Santa Teresa d'Àvila, Peter Paul Rubens

Als segles XVI i XVII, el misticisme va començar a utilitzar-se com a substantiu. Aquest canvi estava vinculat a un nou discurs  en què la ciència i la religió estaven separades.
Luter va rebutjar la interpretació al·legòrica de la Bíblia i va condemnar la teologia mística, que considerava més platònica que cristiana. La mística, com la recerca del significat ocult dels textos, es va secularitzar i també es va associar amb la literatura, en contraposició a la ciència i la prosa.
La ciència també es distingia de la religió. A mitjans del segle xvii, allò místic s'aplicava cada cop més exclusivament a l'àmbit religiós, separant la religió i la filosofia natural com a dos enfocaments diferents per al descobriment del significat ocult de l'univers. Les hagiografies i els escrits tradicionals dels sants van passar a ser designats com a místics, passant de les virtuts i els miracles a experiències i estats mentals extraordinaris, creant així una nova tradició mística. Es va desenvolupar una nova comprensió del Diví com a resident dins de l'humà, una essència més enllà de les varietats d'expressions religioses.

### Significat contemporani
El segle xix va veure un èmfasi creixent en l'experiència individual, com a defensa contra el racionalisme creixent de la societat occidental. El significat de misticisme es va reduir considerablement:
| « | La competència entre les perspectives de la teologia i la ciència va donar lloc a un compromís en el qual la majoria de varietats del que tradicionalment s'havia anomenat misticisme van ser rebutjades com a fenòmens merament psicològics i només una varietat, que tenia com a objectiu la unió amb l'Absolut, l'Infinit o Déu, i per tant la percepció de la seva unitat o unitat essencial, es va afirmar que era genuïnament mística. L'evidència històrica, però, no dóna suport a una concepció tan estreta del misticisme. | » |

Sota la influència del perennialisme, que es va popularitzar tant a occident com a est per l'unitarisme, els transcendentalistes i la teosofia, el misticisme s'ha aplicat a un ampli espectre de tradicions religioses, en què s'uneixen tot tipus d’esoterisme, tradicions i pràctiques religioses. El terme misticisme es va estendre a fenòmens comparables en religions no cristianes, on va influir en les respostes hindús i budistes al colonialisme, donant lloc al neovedanta i al modernisme budista.
En l'ús contemporani, misticisme s'ha convertit en un terme paraigua per a tot tipus de visions del món no racionals, parapsicologia i pseudociència. William Harmless fins i tot afirma que el misticisme s'ha convertit en un terme general per a la raresa religiosa. Dins de l'estudi acadèmic de la religió, l'aparent punt comú inequívoc s'ha tornat opac i controvertit. El terme misticisme s'utilitza de maneres diferents en diferents tradicions. Alguns criden l'atenció sobre la barreja de misticisme i termes relacionats, com ara espiritualitat i esoterisme, i assenyalen les diferències entre diverses tradicions.